# 美吉野町
美吉野町（みよしのまち）は福岡県北九州市八幡西区の町。住居表示実施済み。郵便番号は807-0865。

## 地理
八幡西区の北部西端に位置し、北に日吉台、北東に西折尾町、東に大膳と接し、南から西に水巻町と接する。

## 地域の特徴
三日月のような町域になっており、北縁を通る国道3号に国道199号が合流する。北部では国道3号の下をJR九州鹿児島本線が通り町域を横断する。北部はグランモールの敷地の一部となっており、鹿児島本線以南は住宅地。隣接する水巻町美吉野とは名前が似ているだけでなく、住宅地として一体化している。

## 歴史
この辺りには大字折尾の字、木屋ヶ谷，大池があった。

### 沿革
- 1977年（昭和52年）6月1日 - 美吉野町新設[4][5]。
- 1996年（平成8年）6月1日 - 美吉野町の一部で住居表示実施[6][7]。

### 町名の変遷
| 実施内容          | 実施年月日               | 実施後   | 実施前         |
| ----------------- | ------------------------ | -------- | -------------- |
| 町名新設 住居表示 | 1977年（昭和52年）6月1日 | 美吉野町 | 大字折尾の一部 |

## 世帯数と人口
2025年（令和7年）3月31日現在（北九州市発表）の世帯数と人口は以下の通りである。
| 町       | 世帯数  | 人口  |
| -------- | ------- | ----- |
| 美吉野町 | 228世帯 | 518人 |

### 人口の変遷
国勢調査による人口の推移。
| 1995年（平成7年）  | 562人 | [ 8 ]  |  |
| 2000年（平成12年） | 566人 | [ 9 ]  |  |
| 2005年（平成17年） | 577人 | [ 10 ] |  |
| 2010年（平成22年） | 527人 | [ 11 ] |  |
| 2015年（平成27年） | 512人 | [ 12 ] |  |
| 2020年（令和2年）  | 500人 | [ 13 ] |  |

### 世帯数の変遷
国勢調査による世帯数の推移。
| 1995年（平成7年）  | 166世帯 | [ 8 ]  |  |
| 2000年（平成12年） | 175世帯 | [ 9 ]  |  |
| 2005年（平成17年） | 184世帯 | [ 10 ] |  |
| 2010年（平成22年） | 175世帯 | [ 11 ] |  |
| 2015年（平成27年） | 183世帯 | [ 12 ] |  |
| 2020年（令和2年）  | 195世帯 | [ 13 ] |  |

## 学区
市立小・中学校に通う場合、学区は以下の通りとなる。
| 町       | 街区 | 小学校                 | 中学校               |
| -------- | ---- | ---------------------- | -------------------- |
| 美吉野町 | 全域 | 北九州市立折尾西小学校 | 北九州市立則松中学校 |

## 交通

### 道路
- 国道3号
- 国道199号

## 施設

### 商業施設
- グランモール

### 公園
- 美吉野花水木公園